# كاستيو دي أرو
بلدية كاستيو دي أرو (بالإسبانية: Castillo de Aro) هي بلدية تقع في مقاطعة جرندة التابعة لمنطقة كتالونيا شمال شرق إسبانيا.

## الديموغرافيا
بلغ عدد سكان بلدية كاستيو دي أرو 10.420 نسمة عام 2011 (وفقاً للمعهد الوطني الإسباني للإحصاء).
| 5.177 | 6.185 | 7.691 | 9.239 | 9.766 | 10.150 | 10.420 |

## توأمة
لكاستيو دي أرو اتفاقيات توأمة مع:
- بريف لا غايلارد